# Oscar för bästa klippning
Nedan följer en lista över vinnare och nominerade av en Oscar för Bästa klippning, som har delats ut i den här kategorin sedan den 7:e Oscarsgalan. Vinnare presenteras överst i fetstil och gul färg, varpå övriga nominerade för samma år följer efter. Året avser det år som filmerna hade premiär, varpå de tilldelades pris på galan året därpå.

## Vinnare och nominerade
- † = Även vinnare av Oscar för bästa film.
- ‡ = Även nominerad till Oscar för bästa film.

### 1930-talet
| År          | Film                        | Filmklippare                      |
| ----------- | --------------------------- | --------------------------------- |
| 1934 (7:e)  | Eskimå                      | Conrad A. Nervig                  |
| 1934 (7:e)  | Cleopatra ‡                 | Anne Bauchens                     |
| 1934 (7:e)  | Den sjungande Venus ‡       | Gene Milford                      |
| 1935 (8:e)  | En midsommarnattsdröm ‡     | Ralph Dawson                      |
| 1935 (8:e)  | Angivaren ‡                 | George Hively                     |
| 1935 (8:e)  | David Copperfield ‡         | Robert Kern                       |
| 1935 (8:e)  | En bengalisk lansiär ‡      | Ellsworth Hoagland                |
| 1935 (8:e)  | Myteri †                    | Margaret Booth                    |
| 1935 (8:e)  | Polisprefekten ‡            | Barbara McLean                    |
| 1936 (9:e)  | Äventyraren Anthony Adverse | Ralph Dawson                      |
| 1936 (9:e)  | Den store Ziegfeld †        | William S. Gray                   |
| 1936 (9:e)  | I skuggan av giljotinen ‡   | Conrad A. Nervig                  |
| 1936 (9:e)  | Lloyd's of London           | Barbara McLean                    |
| 1936 (9:e)  | Mannen från storskogen      | Edward Curtiss                    |
| 1936 (9:e)  | Theodora leker med elden    | Otto Meyer                        |
| 1937 (10:e) | Bortom horisonten ‡         | Gene Havlick och Gene Milford     |
| 1937 (10:e) | 100 man och en flicka ‡     | Bernard W. Burton                 |
| 1937 (10:e) | Den goda jorden ‡           | Basil Wrangell                    |
| 1937 (10:e) | Havets hjältar ‡            | Elmo Veron                        |
| 1937 (10:e) | Min fru har en fästman ‡    | Al Clark                          |
| 1938 (11:e) | Robin Hoods äventyr ‡       | Ralph Dawson                      |
| 1938 (11:e) | Alexanders ragtime band ‡   | Barbara McLean                    |
| 1938 (11:e) | Den stora valsen            | Tom Held                          |
| 1938 (11:e) | Hjältar av idag ‡           | Tom Held                          |
| 1938 (11:e) | Komedin om oss människor †  | Gene Havlick                      |
| 1939 (12:e) | Borta med vinden †          | Hal C. Kern och James E. Newcom   |
| 1939 (12:e) | Adjö, Mr. Chips ‡           | Charles Frend                     |
| 1939 (12:e) | Diligensen ‡                | Otho Lovering och Dorothy Spencer |
| 1939 (12:e) | Mr. Smith i Washington ‡    | Gene Havlick och Al Clark         |
| 1939 (12:e) | När regnet kom              | Barbara McLean                    |

### 1940-talet
| År          | Film                          | Filmklippare                       |
| ----------- | ----------------------------- | ---------------------------------- |
| 1940 (13:e) | Hjälteskvadronen              | Anne Bauchens                      |
| 1940 (13:e) | Brevet ‡                      | Warren Low                         |
| 1940 (13:e) | Den långa resan hem ‡         | Sherman Todd                       |
| 1940 (13:e) | Rebecca †                     | Hal C. Kern                        |
| 1940 (13:e) | Vredens druvor ‡              | Robert L. Simpson                  |
| 1941 (14:e) | Sergeant York ‡               | William Holmes                     |
| 1941 (14:e) | Dr. Jekyll och Mr. Hyde       | Harold F. Kress                    |
| 1941 (14:e) | En sensation ‡                | Robert Wise                        |
| 1941 (14:e) | Jag minns min gröna dal †     | James B. Clark                     |
| 1941 (14:e) | Kvinnan utan nåd ‡            | Daniel Mandell                     |
| 1942 (15:e) | Bragdernas man ‡              | Daniel Mandell                     |
| 1942 (15:e) | Han kom om natten ‡           | Otto Meyer                         |
| 1942 (15:e) | Mrs. Miniver †                | Harold F. Kress                    |
| 1942 (15:e) | Yankee Doodle Dandy ‡         | George Amy                         |
| 1942 (15:e) | Över allt förnuft             | Walter Thompson                    |
| 1943 (16:e) | Luften är vårt liv            | George Amy                         |
| 1943 (16:e) | Casablanca †                  | Owen Marks                         |
| 1943 (16:e) | Klockan klämtar för dig ‡     | Sherman Todd och John F. Link Sr.  |
| 1943 (16:e) | Sången om Bernadette ‡        | Barbara McLean                     |
| 1943 (16:e) | Vägen till Cairo              | Doane Harrison                     |
| 1944 (17:e) | Wilson ‡                      | Barbara McLean                     |
| 1944 (17:e) | Blott den som längtan känt... | Roland Gross                       |
| 1944 (17:e) | Janie - alla tiders flicka    | Owen Marks                         |
| 1944 (17:e) | Osynliga länkar ‡             | Hal C. Kern och James E. Newcom    |
| 1944 (17:e) | Vandra min väg †              | LeRoy Stone                        |
| 1945 (18:e) | Över alla hinder              | Robert Kern                        |
| 1945 (18:e) | Den stora drömmen             | Charles Nelson                     |
| 1945 (18:e) | Förspillda dagar †            | Doane Harrison                     |
| 1945 (18:e) | Klockorna i S:t Mary ‡        | Harry Marker                       |
| 1945 (18:e) | Revansch i Burma              | George Amy                         |
| 1946 (19:e) | De bästa åren †               | Daniel Mandell                     |
| 1946 (19:e) | Al Jolson                     | William A. Lyon                    |
| 1946 (19:e) | Hjortkalven ‡                 | Harold F. Kress                    |
| 1946 (19:e) | Hämnarna                      | Arthur Hilton                      |
| 1946 (19:e) | Livet är underbart ‡          | William Hornbeck                   |
| 1947 (20:e) | Kropp och själ                | Francis D. Lyon och Robert Parrish |
| 1947 (20:e) | En natt att leva              | Fergus McDonell                    |
| 1947 (20:e) | Gröna delfinens gata          | George White                       |
| 1947 (20:e) | Tyst överenskommelse †        | Harmon Jones                       |
| 1947 (20:e) | Ängel på prov ‡               | Monica Collingwood                 |
| 1948 (21:a) | Storstad                      | Paul Weatherwax                    |
| 1948 (21:a) | De röda skorna ‡              | Reginald Mills                     |
| 1948 (21:a) | Jeanne d'arc                  | Frank Sullivan                     |
| 1948 (21:a) | Red River                     | Christian Nyby                     |
| 1948 (21:a) | Våld i mörker ‡               | David Weisbart                     |
| 1949 (22:a) | Champion                      | Harry Gerstad                      |
| 1949 (22:a) | Alla kungens män †            | Robert Parrish och Al Clark        |
| 1949 (22:a) | Fönstret                      | Frederic Knudtson                  |
| 1949 (22:a) | Nationens hjältar             | Richard L. Van Enger               |
| 1949 (22:a) | På främmande mark ‡           | John D. Dunning                    |

### 1950-talet
| År          | Film                           | Filmklippare                                          |
| ----------- | ------------------------------ | ----------------------------------------------------- |
| 1950 (23:e) | Kung Salomos skatt ‡           | Ralph E. Winters och Conrad A. Nervig                 |
| 1950 (23:e) | Allt om Eva †                  | Barbara McLean                                        |
| 1950 (23:e) | Annie Get Your Gun             | James E. Newcom                                       |
| 1950 (23:e) | Den tredje mannen              | Oswald Hafenrichter                                   |
| 1950 (23:e) | Sunset Boulevard ‡             | Arthur P. Schmidt och Doane Harrison                  |
| 1951 (24:e) | En plats i solen ‡             | William Hornbeck                                      |
| 1951 (24:e) | En amerikan i Paris †          | Adrienne Fazan                                        |
| 1951 (24:e) | Flicka försvunnen              | Chester W. Schaeffer                                  |
| 1951 (24:e) | Förrädare ‡                    | Dorothy Spencer                                       |
| 1951 (24:e) | Quo Vadis ‡                    | Ralph E. Winters                                      |
| 1952 (25:e) | Sheriffen ‡                    | Elmo Williams och Harry Gerstad                       |
| 1952 (25:e) | Kom tillbaka lilla Sheba       | Warren Low                                            |
| 1952 (25:e) | Målaren på Moulin Rouge ‡      | Ralph Kemplen                                         |
| 1952 (25:e) | Stilla Havets hjältar          | William Austin                                        |
| 1952 (25:e) | Världens största show †        | Anne Bauchens                                         |
| 1953 (26:e) | Härifrån till evigheten †      | William A. Lyon                                       |
| 1953 (26:e) | Crazylegs                      | Cotton Warburton                                      |
| 1953 (26:e) | Patty                          | Otto Ludwig                                           |
| 1953 (26:e) | Prinsessa på vift ‡            | Robert Swink                                          |
| 1953 (26:e) | Världarnas krig                | Everett Douglas                                       |
| 1954 (27:e) | Storstadshamn †                | Gene Milford                                          |
| 1954 (27:e) | En världsomsegling under havet | Elmo Williams                                         |
| 1954 (27:e) | Mellan himmel och hav          | Ralph Dawson                                          |
| 1954 (27:e) | Myteriet på Caine ‡            | William A. Lyon och Henry Batista                     |
| 1954 (27:e) | Sju brudar, sju bröder ‡       | Ralph E. Winters                                      |
| 1955 (28:e) | Utflykt i det gröna ‡          | Charles Nelson och William A. Lyon                    |
| 1955 (28:e) | Broarna vid Toko-Ri            | Alma Macrorie                                         |
| 1955 (28:e) | Den tatuerade rosen ‡          | Warren Low                                            |
| 1955 (28:e) | Oklahoma!                      | Gene Ruggiero och George Boemler                      |
| 1955 (28:e) | Vänd dem inte ryggen!          | Ferris Webster                                        |
| 1956 (29:e) | Jorden runt på 80 dagar †      | Gene Ruggiero och Paul Weatherwax                     |
| 1956 (29:e) | De tio budorden ‡              | Anne Bauchens                                         |
| 1956 (29:e) | Gatans kung                    | Albert Akst                                           |
| 1956 (29:e) | Gitano - den obesegrade        | Merrill G. White                                      |
| 1956 (29:e) | Jätten ‡                       | William Hornbeck, Philip W. Anderson och Fred Bohanan |
| 1957 (30:e) | Bron över floden Kwai †        | Peter Taylor                                          |
| 1957 (30:e) | Pal Joey                       | Viola Lawrence och Jerome Thoms                       |
| 1957 (30:e) | Sayonara ‡                     | Arthur P. Schmidt och Philip W. Anderson              |
| 1957 (30:e) | Sheriffen i Dodge City         | Warren Low                                            |
| 1957 (30:e) | Åklagarens vittne ‡            | Daniel Mandell                                        |
| 1958 (31:a) | Gigi, ett lättfärdigt stycke † | Adrienne Fazan                                        |
| 1958 (31:a) | Cowboy                         | William A. Lyon och Al Clark                          |
| 1958 (31:a) | Jag vill leva!                 | William Hornbeck                                      |
| 1958 (31:a) | Kedjan ‡                       | Frederic Knudtson                                     |
| 1958 (31:a) | Min fantastiska tant ‡         | William H. Ziegler                                    |
| 1959 (32:a) | Ben-Hur †                      | Ralph E. Winters och John D. Dunning                  |
| 1959 (32:a) | Analys av ett mord ‡           | Louis R. Loeffler                                     |
| 1959 (32:a) | I sista minuten                | George Tomasini                                       |
| 1959 (32:a) | Nunnan ‡                       | Walter Thompson                                       |
| 1959 (32:a) | På stranden                    | Frederic Knudtson                                     |

### 1960-talet
| År          | Film                                | Filmklippare                                                   |
| ----------- | ----------------------------------- | -------------------------------------------------------------- |
| 1960 (33:e) | Ungkarlslyan †                      | Daniel Mandell                                                 |
| 1960 (33:e) | Alamo ‡                             | Stuart Gilmore                                                 |
| 1960 (33:e) | Pepe                                | Viola Lawrence och Al Clark                                    |
| 1960 (33:e) | Spartacus                           | Robert Lawrence                                                |
| 1960 (33:e) | Vad vinden sår                      | Frederic Knudtson                                              |
| 1961 (34:e) | West Side Story †                   | Thomas Stanford                                                |
| 1961 (34:e) | Dom i Nürnberg ‡                    | Frederic Knudtson                                              |
| 1961 (34:e) | Fanny ‡                             | William Reynolds                                               |
| 1961 (34:e) | Föräldrafällan                      | Philip W. Anderson                                             |
| 1961 (34:e) | Kanonerna på Navarone ‡             | Alan Osbiston                                                  |
| 1962 (35:e) | Lawrence av Arabien †               | Anne V. Coates                                                 |
| 1962 (35:e) | Den längsta dagen ‡                 | Samuel E. Beetley                                              |
| 1962 (35:e) | Hjärntvättad                        | Ferris Webster                                                 |
| 1962 (35:e) | The Music Man ‡                     | William H. Ziegler                                             |
| 1962 (35:e) | Myteriet på Bounty ‡                | John McSweeney Jr.                                             |
| 1963 (36:e) | Så vanns vilda västern ‡            | Harold F. Kress                                                |
| 1963 (36:e) | Cleopatra ‡                         | Dorothy Spencer                                                |
| 1963 (36:e) | Den stora flykten                   | Ferris Webster                                                 |
| 1963 (36:e) | En ding, ding, ding, ding värld     | Frederic Knudtson, Robert C. Jones och Gene Fowler, Jr.        |
| 1963 (36:e) | Kardinalen                          | Louis R. Loeffler                                              |
| 1964 (37:e) | Mary Poppins ‡                      | Cotton Warburton                                               |
| 1964 (37:e) | Becket ‡                            | Anne V. Coates                                                 |
| 1964 (37:e) | Hysch, hysch, Charlotte!            | Michael Luciano                                                |
| 1964 (37:e) | My Fair Lady †                      | William H. Ziegler                                             |
| 1964 (37:e) | Stora Vargen anropar                | Ted J. Kent                                                    |
| 1965 (38:e) | Sound of Music †                    | William Reynolds                                               |
| 1965 (38:e) | Cat Ballou skjuter skarpt           | Charles Nelson                                                 |
| 1965 (38:e) | Den stora kapplöpningen jorden runt | Ralph E. Winters                                               |
| 1965 (38:e) | Doktor Zjivago ‡                    | Norman Savage                                                  |
| 1965 (38:e) | Flykten från öknen                  | Michael Luciano                                                |
| 1966 (39:e) | Grand Prix                          | Fredric Steinkamp, Henry Berman, Stu Linder och Frank Santillo |
| 1966 (39:e) | Den fantastiska resan               | William B. Murphy                                              |
| 1966 (39:e) | Kanonbåten San Pablo ‡              | William Reynolds                                               |
| 1966 (39:e) | Ryssen kommer! Ryssen kommer! ‡     | Hal Ashby och J. Terry Williams                                |
| 1966 (39:e) | Vem är rädd för Virginia Woolf? ‡   | Sam O'Steen                                                    |
| 1967 (40:e) | I nattens hetta †                   | Hal Ashby                                                      |
| 1967 (40:e) | 12 fördömda män                     | Michael Luciano                                                |
| 1967 (40:e) | Blodröd strand                      | Frank P. Keller                                                |
| 1967 (40:e) | Dr. Dolittle ‡                      | Samuel E. Beetley och Marjorie Fowler                          |
| 1967 (40:e) | Gissa vem som kommer på middag ‡    | Robert C. Jones                                                |
| 1968 (41:a) | Bullitt                             | Frank P. Keller                                                |
| 1968 (41:a) | Funny Girl ‡                        | Robert Swink, Maury Winetrobe och William Sands                |
| 1968 (41:a) | Oliver! †                           | Ralph Kemplen                                                  |
| 1968 (41:a) | Omaka par                           | Frank Bracht                                                   |
| 1968 (41:a) | Rebell på öppen gata                | Fred R. Feitshans Jr. och Eve Newman                           |
| 1969 (42:a) | Z – han lever ‡                     | Françoise Bonnot                                               |
| 1969 (42:a) | Hello, Dolly ‡                      | William Reynolds                                               |
| 1969 (42:a) | Midnight Cowboy †                   | Hugh A. Robertson                                              |
| 1969 (42:a) | När man skjuter hästar så...        | Fredric Steinkamp                                              |
| 1969 (42:a) | Santa Vittorias hemlighet           | William A. Lyon och Earle Herdan                               |

### 1970-talet
| År          | Film                                       | Filmklippare                                                        |
| ----------- | ------------------------------------------ | ------------------------------------------------------------------- |
| 1970 (43:e) | Patton – Pansargeneralen †                 | Hugh S. Fowler                                                      |
| 1970 (43:e) | Airport – flygplatsen ‡                    | Stuart Gilmore                                                      |
| 1970 (43:e) | M*A*S*H ‡                                  | Danford B. Greene                                                   |
| 1970 (43:e) | Tora! Tora! Tora!                          | James E. Newcom, Pembroke J. Herring och Shinya Inoue               |
| 1970 (43:e) | Woodstock                                  | Thelma Schoonmaker                                                  |
| 1971 (44:e) | French Connection – Lagens våldsamma män † | Gerald B. Greenberg                                                 |
| 1971 (44:e) | A Clockwork Orange ‡                       | Bill Butler                                                         |
| 1971 (44:e) | Hotet                                      | Stuart Gilmore och John W. Holmes                                   |
| 1971 (44:e) | Kotch - livet är vad man gör det till      | Ralph E. Winters                                                    |
| 1971 (44:e) | Sommaren '42                               | Folmar Blangsted                                                    |
| 1972 (45:e) | Cabaret ‡                                  | David Bretherton                                                    |
| 1972 (45:e) | Den sista färden ‡                         | Tom Priestley                                                       |
| 1972 (45:e) | Fyra smarta bovar                          | Frank P. Keller och Fred W. Berger                                  |
| 1972 (45:e) | Gudfadern †                                | William Reynolds och Peter Zinner                                   |
| 1972 (45:e) | SOS Poseidon                               | Harold F. Kress                                                     |
| 1973 (46:e) | Blåsningen †                               | William Reynolds                                                    |
| 1973 (46:e) | Exorcisten ‡                               | Jordan Leondopoulos, Bud S. Smith, Evan A. Lottman och Norman Gay   |
| 1973 (46:e) | Måsen                                      | Frank P. Keller och James Galloway                                  |
| 1973 (46:e) | Schakalen                                  | Ralph Kemplen                                                       |
| 1973 (46:e) | Sista natten med gänget ‡                  | Verna Fields och Marcia Lucas                                       |
| 1974 (47:e) | Skyskrapan brinner! ‡                      | Harold F. Kress och Carl Kress                                      |
| 1974 (47:e) | Benknäckargänget                           | Michael Luciano                                                     |
| 1974 (47:e) | Chinatown ‡                                | Sam O'Steen                                                         |
| 1974 (47:e) | Det våras för sheriffen                    | John C. Howard och Danford B. Greene                                |
| 1974 (47:e) | Jordbävningen                              | Dorothy Spencer                                                     |
| 1975 (48:e) | Hajen ‡                                    | Verna Fields                                                        |
| 1975 (48:e) | En satans eftermiddag ‡                    | Dede Allen                                                          |
| 1975 (48:e) | Gökboet †                                  | Richard Chew, Lynzee Klingman och Sheldon Kahn                      |
| 1975 (48:e) | Mannen som ville bli kung                  | Russell Lloyd                                                       |
| 1975 (48:e) | Tre dagar för Condor                       | Fredric Steinkamp och Don Guidice                                   |
| 1976 (49:e) | Rocky †                                    | Richard Halsey och Scott Conrad                                     |
| 1976 (49:e) | Alla presidentens män ‡                    | Robert L. Wolfe                                                     |
| 1976 (49:e) | En prickskytt i mängden                    | Eve Newman och Walter Hannemann                                     |
| 1976 (49:e) | Network ‡                                  | Alan Heim                                                           |
| 1976 (49:e) | Woody Guthrie - lyckans land               | Robert C. Jones och Pembroke J. Herring                             |
| 1977 (50:e) | Stjärnornas krig ‡                         | Paul Hirsch, Marcia Lucas och Richard Chew                          |
| 1977 (50:e) | Julia ‡                                    | Walter Murch och Marcel Durham                                      |
| 1977 (50:e) | Nu blåser vi snuten                        | Walter Hannemann och Angelo Ross                                    |
| 1977 (50:e) | Närkontakt av tredje graden                | Michael Kahn                                                        |
| 1977 (50:e) | Vändpunkten ‡                              | William Reynolds                                                    |
| 1978 (51:a) | Deer Hunter †                              | Peter Zinner                                                        |
| 1978 (51:a) | Hemkomsten ‡                               | Don Zimmerman                                                       |
| 1978 (51:a) | Midnight Express ‡                         | Gerry Hambling                                                      |
| 1978 (51:a) | Pojkarna från Brasilien                    | Robert Swink                                                        |
| 1978 (51:a) | Superman – The Movie                       | Stuart Baird                                                        |
| 1979 (52:a) | Showtime ‡                                 | Alan Heim                                                           |
| 1979 (52:a) | Apocalypse ‡                               | Richard Marks, Walter Murch, Gerald B. Greenberg och Lisa Fruchtman |
| 1979 (52:a) | Kramer mot Kramer †                        | Gerald B. Greenberg                                                 |
| 1979 (52:a) | The Rose                                   | Robert L. Wolfe och Carroll Timothy O'Meara                         |
| 1979 (52:a) | Svarta hingsten                            | Robert Dalva                                                        |

### 1980-talet
| År          | Film                              | Filmklippare                                                                |
| ----------- | --------------------------------- | --------------------------------------------------------------------------- |
| 1980 (53:e) | Tjuren från Bronx ‡               | Thelma Schoonmaker                                                          |
| 1980 (53:e) | Elefantmannen ‡                   | Anne V. Coates                                                              |
| 1980 (53:e) | Fame                              | Gerry Hambling                                                              |
| 1980 (53:e) | Loretta ‡                         | Arthur Schmidt                                                              |
| 1980 (53:e) | Tävlingen                         | David E. Blewitt                                                            |
| 1981 (54:e) | Jakten på den försvunna skatten ‡ | Michael Kahn                                                                |
| 1981 (54:e) | Den franske löjtnantens kvinna    | John Bloom                                                                  |
| 1981 (54:e) | Reds ‡                            | Dede Allen och Craig McKay                                                  |
| 1981 (54:e) | Sista sommaren ‡                  | Robert L. Wolfe (postum nominering)                                         |
| 1981 (54:e) | Triumfens ögonblick †             | Terry Rawlings                                                              |
| 1982 (55:e) | Gandhi †                          | John Bloom                                                                  |
| 1982 (55:e) | Das Boot                          | Hannes Nikel                                                                |
| 1982 (55:e) | En officer och gentleman          | Peter Zinner                                                                |
| 1982 (55:e) | E.T. the Extra-Terrestrial ‡      | Carol Littleton                                                             |
| 1982 (55:e) | Tootsie ‡                         | Fredric Steinkamp och William Steinkamp                                     |
| 1983 (56:e) | Rätta virket ‡                    | Glenn Farr, Lisa Fruchtman, Stephen A. Rotter, Douglas Stewart och Tom Rolf |
| 1983 (56:e) | Blue Thunder                      | Frank Morriss och Edward M. Abroms                                          |
| 1983 (56:e) | Flashdance                        | Bud S. Smith och Walt Mulconery                                             |
| 1983 (56:e) | Silkwood                          | Sam O'Steen                                                                 |
| 1983 (56:e) | Ömhetsbevis †                     | Richard Marks                                                               |
| 1984 (57:e) | Dödens fält ‡                     | Jim Clark                                                                   |
| 1984 (57:e) | Amadeus †                         | Nena Danevic och Michael Chandler                                           |
| 1984 (57:e) | Cotton Club                       | Barry Malkin och Robert Q. Lovett                                           |
| 1984 (57:e) | Den vilda jakten på stenen        | Donn Cambern och Frank Morriss                                              |
| 1984 (57:e) | En färd till Indien ‡             | David Lean                                                                  |
| 1985 (58:e) | Vittne till mord ‡                | Thom Noble                                                                  |
| 1985 (58:e) | A Chorus Line                     | John Bloom                                                                  |
| 1985 (58:e) | Mitt Afrika †                     | Fredric Steinkamp, William Steinkamp, Pembroke J. Herring och Sheldon Kahn  |
| 1985 (58:e) | Prizzis heder ‡                   | Rudi Fehr och Kaja Fehr                                                     |
| 1985 (58:e) | Runaway Train                     | Henry Richardson                                                            |
| 1986 (59:e) | Plutonen †                        | Claire Simpson                                                              |
| 1986 (59:e) | Aliens – Återkomsten              | Ray Lovejoy                                                                 |
| 1986 (59:e) | Hannah och hennes systrar ‡       | Susan E. Morse                                                              |
| 1986 (59:e) | The Mission ‡                     | Jim Clark                                                                   |
| 1986 (59:e) | Top Gun                           | Billy Weber och Chris Lebenzon                                              |
| 1987 (60:e) | Den siste kejsaren †              | Gabriella Cristiani                                                         |
| 1987 (60:e) | Broadcast News – nyhetsfeber ‡    | Richard Marks                                                               |
| 1987 (60:e) | Farlig förbindelse ‡              | Michael Kahn och Peter E. Berger                                            |
| 1987 (60:e) | Robocop                           | Frank J. Urioste                                                            |
| 1987 (60:e) | Solens rike                       | Michael Kahn                                                                |
| 1988 (61:a) | Vem satte dit Roger Rabbit        | Arthur Schmidt                                                              |
| 1988 (61:a) | De dimhöljda bergens gorillor     | Stuart Baird                                                                |
| 1988 (61:a) | Die Hard                          | Frank J. Urioste och John F. Link                                           |
| 1988 (61:a) | Mississippi brinner ‡             | Gerry Hambling                                                              |
| 1988 (61:a) | Rain Man †                        | Stu Linder                                                                  |
| 1989 (62:a) | Född den fjärde juli ‡            | David Brenner och Joe Hutshing                                              |
| 1989 (62:a) | Björnen                           | Noëlle Boisson                                                              |
| 1989 (62:a) | De fantastiska Baker Boys         | William Steinkamp                                                           |
| 1989 (62:a) | På väg med miss Daisy †           | Mark Warner                                                                 |
| 1989 (62:a) | Ärans män                         | Steven Rosenblum                                                            |

### 1990-talet
| År          | Film                             | Filmklippare                                                                         |
| ----------- | -------------------------------- | ------------------------------------------------------------------------------------ |
| 1990 (63:e) | Dansar med vargar †              | Neil Travis                                                                          |
| 1990 (63:e) | Ghost ‡                          | Walter Murch                                                                         |
| 1990 (63:e) | Gudfadern del III ‡              | Barry Malkin, Lisa Fruchtman och Walter Murch                                        |
| 1990 (63:e) | Jakten på Röd Oktober            | Dennis Virkler och John Wright                                                       |
| 1990 (63:e) | Maffiabröder ‡                   | Thelma Schoonmaker                                                                   |
| 1991 (64:e) | JFK ‡                            | Joe Hutshing och Pietro Scalia                                                       |
| 1991 (64:e) | The Commitments                  | Gerry Hambling                                                                       |
| 1991 (64:e) | När lammen tystnar †             | Craig McKay                                                                          |
| 1991 (64:e) | Terminator 2 – Domedagen         | Conrad Buff IV, Mark Goldblatt och Richard A. Harris                                 |
| 1991 (64:e) | Thelma & Louise                  | Thom Noble                                                                           |
| 1992 (65:e) | De skoningslösa †                | Joel Cox                                                                             |
| 1992 (65:e) | Basic Instinct – iskallt begär   | Frank J. Urioste                                                                     |
| 1992 (65:e) | The Crying Game ‡                | Kant Pan                                                                             |
| 1992 (65:e) | På heder och samvete ‡           | Robert Leighton                                                                      |
| 1992 (65:e) | Spelaren                         | Geraldine Peroni                                                                     |
| 1993 (66:e) | Schindler's List †               | Michael Kahn                                                                         |
| 1993 (66:e) | I faderns namn ‡                 | Gerry Hambling                                                                       |
| 1993 (66:e) | I skottlinjen                    | Anne V. Coates                                                                       |
| 1993 (66:e) | Jagad ‡                          | Dennis Virkler, David Finfer, Dean Goodhill, Don Brochu, Richard Nord och Dov Hoenig |
| 1993 (66:e) | Pianot ‡                         | Veronika Jenet                                                                       |
| 1994 (67:e) | Forrest Gump †                   | Arthur Schmidt                                                                       |
| 1994 (67:e) | Hoop Dreams                      | Frederick Marx, Steve James och William Haugse                                       |
| 1994 (67:e) | Nyckeln till frihet ‡            | Richard Francis-Bruce                                                                |
| 1994 (67:e) | Pulp Fiction ‡                   | Sally Menke                                                                          |
| 1994 (67:e) | Speed                            | John Wright                                                                          |
| 1995 (68:e) | Apollo 13 ‡                      | Daniel P. Hanley och Mike Hill                                                       |
| 1995 (68:e) | Babe – den modiga lilla grisen ‡ | Marcus D'Arcy och Jay Friedkin                                                       |
| 1995 (68:e) | Braveheart †                     | Steven Rosenblum                                                                     |
| 1995 (68:e) | Rött hav                         | Chris Lebenzon                                                                       |
| 1995 (68:e) | Seven                            | Richard Francis-Bruce                                                                |
| 1996 (69:e) | Den engelske patienten †         | Walter Murch                                                                         |
| 1996 (69:e) | Evita                            | Gerry Hambling                                                                       |
| 1996 (69:e) | Fargo ‡                          | Roderick Jaynes                                                                      |
| 1996 (69:e) | Jerry Maguire ‡                  | Joe Hutshing                                                                         |
| 1996 (69:e) | Shine ‡                          | Pip Karmel                                                                           |
| 1997 (70:e) | Titanic †                        | Conrad Buff IV, James Cameron och Richard A. Harris                                  |
| 1997 (70:e) | Air Force One                    | Richard Francis-Bruce                                                                |
| 1997 (70:e) | L.A. konfidentiellt ‡            | Peter Honess                                                                         |
| 1997 (70:e) | Livet från den ljusa sidan ‡     | Richard Marks                                                                        |
| 1997 (70:e) | Will Hunting ‡                   | Pietro Scalia                                                                        |
| 1998 (71:a) | Rädda menige Ryan ‡              | Michael Kahn                                                                         |
| 1998 (71:a) | Den tunna röda linjen ‡          | Billy Weber, Leslie Jones och Saar Klein                                             |
| 1998 (71:a) | Livet är underbart ‡             | Simona Paggi                                                                         |
| 1998 (71:a) | Out of Sight                     | Anne V. Coates                                                                       |
| 1998 (71:a) | Shakespeare in Love †            | David Gamble                                                                         |
| 1999 (72:a) | Matrix                           | Zach Staenberg                                                                       |
| 1999 (72:a) | American Beauty †                | Tariq Anwar och Christopher Greenbury                                                |
| 1999 (72:a) | Ciderhusreglerna ‡               | Lisa Zeno Churgin                                                                    |
| 1999 (72:a) | The Insider ‡                    | William Goldenberg, Paul Rubell och David Rosenbloom                                 |
| 1999 (72:a) | Sjätte sinnet ‡                  | Andrew Mondshein                                                                     |

### 2000-talet
| År          | Film                                          | Filmklippare                                         |
| ----------- | --------------------------------------------- | ---------------------------------------------------- |
| 2000 (73:e) | Traffic ‡                                     | Stephen Mirrione                                     |
| 2000 (73:e) | Almost Famous                                 | Joe Hutshing och Saar Klein                          |
| 2000 (73:e) | Crouching Tiger, Hidden Dragon ‡              | Tim Squyres                                          |
| 2000 (73:e) | Gladiator †                                   | Pietro Scalia                                        |
| 2000 (73:e) | Wonder Boys                                   | Dede Allen                                           |
| 2001 (74:e) | Black Hawk Down                               | Pietro Scalia                                        |
| 2001 (74:e) | A Beautiful Mind †                            | Mike Hill och Daniel P. Hanley                       |
| 2001 (74:e) | Memento                                       | Dody Dorn                                            |
| 2001 (74:e) | Moulin Rouge! ‡                               | Jill Bilcock                                         |
| 2001 (74:e) | Sagan om ringen: Härskarringen ‡              | John Gilbert                                         |
| 2002 (75:e) | Chicago †                                     | Martin Walsh                                         |
| 2002 (75:e) | Gangs of New York ‡                           | Thelma Schoonmaker                                   |
| 2002 (75:e) | The Pianist ‡                                 | Hervé de Luze                                        |
| 2002 (75:e) | Sagan om de två tornen ‡                      | Michael Horton                                       |
| 2002 (75:e) | Timmarna ‡                                    | Peter Boyle                                          |
| 2003 (76:e) | Sagan om konungens återkomst †                | Jamie Selkirk                                        |
| 2003 (76:e) | Guds stad                                     | Daniel Rezende                                       |
| 2003 (76:e) | Master and Commander – Bortom världens ände ‡ | Lee Smith                                            |
| 2003 (76:e) | Seabiscuit ‡                                  | William Goldenberg                                   |
| 2003 (76:e) | Åter till Cold Mountain                       | Walter Murch                                         |
| 2004 (77:e) | The Aviator ‡                                 | Thelma Schoonmaker                                   |
| 2004 (77:e) | Collateral                                    | Jim Miller och Paul Rubell                           |
| 2004 (77:e) | Finding Neverland ‡                           | Matt Chesse                                          |
| 2004 (77:e) | Million Dollar Baby †                         | Joel Cox                                             |
| 2004 (77:e) | Ray ‡                                         | Paul Hirsch                                          |
| 2005 (78:e) | Crash †                                       | Hughes Winborne                                      |
| 2005 (78:e) | Cinderella Man                                | Mike Hill och Dan Hanley                             |
| 2005 (78:e) | The Constant Gardener                         | Claire Simpson                                       |
| 2005 (78:e) | München ‡                                     | Michael Kahn                                         |
| 2005 (78:e) | Walk the Line                                 | Michael McCusker                                     |
| 2006 (79:e) | The Departed †                                | Thelma Schoonmaker                                   |
| 2006 (79:e) | Babel ‡                                       | Douglas Crise och Stephen Mirrione                   |
| 2006 (79:e) | Blood Diamond                                 | Steven Rosenblum                                     |
| 2006 (79:e) | Children of Men                               | Alfonso Cuarón och Alex Rodríguez                    |
| 2006 (79:e) | United 93                                     | Clare Douglas, Richard Pearson och Christopher Rouse |
| 2007 (80:e) | The Bourne Ultimatum                          | Christopher Rouse                                    |
| 2007 (80:e) | Fjärilen i glaskupan                          | Juliette Welfling                                    |
| 2007 (80:e) | Into the Wild                                 | Jay Cassidy                                          |
| 2007 (80:e) | No Country for Old Men †                      | Roderick Jaynes                                      |
| 2007 (80:e) | There Will Be Blood ‡                         | Dylan Tichenor                                       |
| 2008 (81:a) | Slumdog Millionaire †                         | Chris Dickens                                        |
| 2008 (81:a) | Benjamin Buttons otroliga liv ‡               | Kirk Baxter och Angus Wall                           |
| 2008 (81:a) | The Dark Knight                               | Lee Smith                                            |
| 2008 (81:a) | Frost/Nixon ‡                                 | Mike Hill och Daniel P. Hanley                       |
| 2008 (81:a) | Milk ‡                                        | Elliot Graham                                        |
| 2009 (82:a) | The Hurt Locker †                             | Bob Murawski och Chris Innis                         |
| 2009 (82:a) | Avatar ‡                                      | Stephen E. Rivkin, John Refoua och James Cameron     |
| 2009 (82:a) | District 9 ‡                                  | Julian Clarke                                        |
| 2009 (82:a) | Inglourious Basterds ‡                        | Sally Menke                                          |
| 2009 (82:a) | Precious ‡                                    | Joe Klotz                                            |

### 2010-talet
| År          | Film                                        | Filmklippare                                       |
| ----------- | ------------------------------------------- | -------------------------------------------------- |
| 2010 (83:e) | Social Network ‡                            | Kirk Baxter och Angus Wall                         |
| 2010 (83:e) | 127 timmar ‡                                | Jon Harris                                         |
| 2010 (83:e) | Black Swan ‡                                | Andrew Weisblum                                    |
| 2010 (83:e) | The Fighter ‡                               | Pamela Martin                                      |
| 2010 (83:e) | The King's Speech †                         | Tariq Anwar                                        |
| 2011 (84:e) | The Girl with the Dragon Tattoo             | Angus Wall och Kirk Baxter                         |
| 2011 (84:e) | The Artist †                                | Anne-Sophie Bion och Michel Hazanavicius           |
| 2011 (84:e) | The Descendants ‡                           | Kevin Tent                                         |
| 2011 (84:e) | Hugo Cabret ‡                               | Thelma Schoonmaker                                 |
| 2011 (84:e) | Moneyball ‡                                 | Christopher Tellefsen                              |
| 2012 (85:e) | Argo †                                      | William Goldenberg                                 |
| 2012 (85:e) | Berättelsen om Pi ‡                         | Tim Squyres                                        |
| 2012 (85:e) | Du gör mig galen! ‡                         | Jay Cassidy och Crispin Struthers                  |
| 2012 (85:e) | Lincoln ‡                                   | Michael Kahn                                       |
| 2012 (85:e) | Zero Dark Thirty ‡                          | William Goldenberg och Dylan Tichenor              |
| 2013 (86:e) | Gravity ‡                                   | Alfonso Cuarón och Mark Sanger                     |
| 2013 (86:e) | 12 Years a Slave †                          | Joe Walker                                         |
| 2013 (86:e) | American Hustle ‡                           | Jay Cassidy, Crispin Struthers och Alan Baumgarten |
| 2013 (86:e) | Captain Phillips ‡                          | Christopher Rouse                                  |
| 2013 (86:e) | Dallas Buyers Club ‡                        | Jean-Marc Vallée och Martin Pensa                  |
| 2014 (87:e) | Whiplash ‡                                  | Tom Cross                                          |
| 2014 (87:e) | American Sniper ‡                           | Joel Cox och Gary Roach                            |
| 2014 (87:e) | Boyhood ‡                                   | Sandra Adair                                       |
| 2014 (87:e) | The Grand Budapest Hotel ‡                  | Barney Pilling                                     |
| 2014 (87:e) | The Imitation Game ‡                        | William Goldenberg                                 |
| 2015 (88:e) | Mad Max: Fury Road ‡                        | Margaret Sixel                                     |
| 2015 (88:e) | The Big Short ‡                             | Hank Corwin                                        |
| 2015 (88:e) | The Revenant ‡                              | Stephen Mirrione                                   |
| 2015 (88:e) | Spotlight †                                 | Tom McArdle                                        |
| 2015 (88:e) | Star Wars: The Force Awakens                | Maryann Brandon och Mary Jo Markey                 |
| 2016 (89:e) | Hacksaw Ridge ‡                             | John Gilbert                                       |
| 2016 (89:e) | Arrival ‡                                   | Joe Walker                                         |
| 2016 (89:e) | Hell or High Water ‡                        | Jake Roberts                                       |
| 2016 (89:e) | La La Land ‡                                | Tom Cross                                          |
| 2016 (89:e) | Moonlight †                                 | Joi McMillon och Nat Sanders                       |
| 2017 (90:e) | Dunkirk ‡                                   | Lee Smith                                          |
| 2017 (90:e) | Baby Driver                                 | Paul Machliss och Jonathan Amos                    |
| 2017 (90:e) | I, Tonya                                    | Tatiana S. Riegel                                  |
| 2017 (90:e) | The Shape of Water †                        | Sidney Wolinsky                                    |
| 2017 (90:e) | Three Billboards Outside Ebbing, Missouri ‡ | Jon Gregory                                        |
| 2018 (91:a) | Bohemian Rhapsody ‡                         | John Ottman                                        |
| 2018 (91:a) | BlacKkKlansman ‡                            | Barry Alexander Brown                              |
| 2018 (91:a) | The Favourite ‡                             | Yorgos Mavropsaridis                               |
| 2018 (91:a) | Green Book †                                | Patrick J. Don Vito                                |
| 2018 (91:a) | Vice ‡                                      | Hank Corwin                                        |
| 2019 (92:a) | Le Mans '66 ‡                               | Andrew Buckland och Michael McCusker               |
| 2019 (92:a) | The Irishman ‡                              | Thelma Schoonmaker                                 |
| 2019 (92:a) | Jojo Rabbit ‡                               | Tom Eagles                                         |
| 2019 (92:a) | Joker ‡                                     | Jeff Groth                                         |
| 2019 (92:a) | Parasit †                                   | Yang Jin-mo                                        |

### 2020-talet
| År             | Film                              | Filmklippare                       |
| -------------- | --------------------------------- | ---------------------------------- |
| 2020/21 (93:e) | Sound of Metal ‡                  | Mikkel E.G. Nielsen                |
| 2020/21 (93:e) | The Father ‡                      | Yorgos Lamprinos                   |
| 2020/21 (93:e) | Nomadland †                       | Chloé Zhao                         |
| 2020/21 (93:e) | Promising Young Woman ‡           | Frédéric Thoraval                  |
| 2020/21 (93:e) | The Trial of the Chicago 7 ‡      | Alan Baumgarten                    |
| 2021 (94:e)    | Dune                              | Joe Walker                         |
| 2021 (94:e)    | Don't Look Up                     | Hank Corwin                        |
| 2021 (94:e)    | King Richard                      | Pamela Martin                      |
| 2021 (94:e)    | The Power of the Dog              | Peter Sciberras                    |
| 2021 (94:e)    | Tick, Tick... Boom!               | Myron Kerstein och Andrew Weisblum |
| 2022 (95:e)    | Everything Everywhere All at Once | Paul Rogers                        |
| 2022 (95:e)    | The Banshees of Inisherin         | Mikkel E.G. Nielsen                |
| 2022 (95:e)    | Elvis                             | Matt Villa och Jonathan Redmond    |
| 2022 (95:e)    | Tár                               | Monika Willi                       |
| 2022 (95:e)    | Top Gun: Maverick                 | Eddie Hamilton                     |
| 2023 (96:e)    | Oppenheimer                       | Jennifer Lame                      |
| 2023 (96:e)    | Fritt fall                        | Laurent Sénéchal                   |
| 2023 (96:e)    | The Holdovers                     | Kevin Tent                         |
| 2023 (96:e)    | Killers of the Flower Moon        | Thelma Schoonmaker                 |
| 2023 (96:e)    | Poor Things                       | Yorgos Mavropsaridis               |
| 2024 (97:e)    | Anora                             | Sean Baker                         |
| 2024 (97:e)    | Brutalisten                       | Dávid Jancsó                       |
| 2024 (97:e)    | Konklaven                         | Nick Emerson                       |
| 2024 (97:e)    | Emilia Pérez                      | Juliette Welfling                  |
| 2024 (97:e)    | Wicked                            | Myron Kerstein                     |

## Filmklippare med flera vinster
3 vinster:
- Ralph Dawson
- Michael Kahn
- Daniel Mandell
- Thelma Schoonmaker

2 vinster:

- Kirk Baxter
- Harry Gerstad
- Joe Hutshing
- Harold F. Kress
- William A. Lyon
- Gene Milford
- Conrad A. Nervig
- William Reynolds
- Pietro Scalia
- Arthur Schmidt
- Angus Wall
- Paul Weatherwax
- Ralph E. Winters

## Filmklippare med flera nomineringar
8 nomineringar:
- Michael Kahn
- Thelma Schoonmaker

7 nomineringar:
- Barbara McLean
- William Reynolds

6 nomineringar:
- Gerry Hambling
- Frederic Knudtson
- Harold F. Kress
- William A. Lyon
- Walter Murch
- Ralph E. Winters

5 nomineringar:
- Al Clark
- Anne V. Coates
- William Goldenberg
- Daniel Mandell
- Fredric Steinkamp

4 nomineringar:

- Anne Bauchens
- Ralph Dawson
- Mike Hill
- William Hornbeck
- Joe Hutshing
- Frank P. Keller
- Warren Low
- Michael Luciano
- Richard Marks
- James E. Newcom
- Pietro Scalia
- Dorothy Spencer

3 nomineringar:

- Dede Allen
- George Amy
- Philip W. Anderson
- Kirk Baxter
- John Bloom
- Jay Cassidy
- Joel Cox
- Richard Francis-Bruce
- Lisa Fruchtman
- Stuart Gilmore
- Gerald B. Greenberg
- Daniel P. Hanley
- Doane Harrison
- Gene Havlick
- Pembroke J. Herring
- Robert C. Jones
- Ralph Kemplen
- Hal C. Kern
- Gene Milford
- Stephen Mirrione
- Charles Nelson
- Conrad A. Nervig
- Sam O'Steen
- Steven Rosenblum
- Christopher Rouse
- Arthur Schmidt
- Lee Smith
- William Steinkamp
- Robert Swink
- Frank J. Urioste
- Angus Wall
- Ferris Webster
- Robert L. Wolfe
- William H. Ziegler
- Peter Zinner

2 nomineringar:

- Tariq Anwar
- Hal Ashby
- Stuart Baird
- Alan Baumgarten
- Samuel E. Beetley
- Conrad Buff IV
- James Cameron
- Richard Chew
- Jim Clark
- Hank Corwin
- Tom Cross
- Alfonso Cuarón
- John D. Dunning
- Adrienne Fazan
- Verna Fields
- Harry Gerstad
- John Gilbert
- Danford B. Greene
- Walter Hannemann
- Richard A. Harris
- Alan Heim
- Tom Held
- Paul Hirsch
- Roderick Jaynes
- Sheldon Kahn
- Robert Kern
- Saar Klein
- Viola Lawrence
- Chris Lebenzon
- Stu Linder
- Louis R. Loeffler
- Marcia Lucas
- Barry Malkin
- Owen Marks
- Michael McCusker
- Craig McKay
- Sally Menke
- Otto Meyer
- Frank Morriss
- Eve Newman
- Thom Noble
- Robert Parrish
- Paul Rubell
- Gene Ruggiero
- Arthur P. Schmidt
- Claire Simpson
- Bud S. Smith
- Tim Squyres
- Crispin Struthers
- Walter Thompson
- Dylan Tichenor
- Sherman Todd
- Dennis Virkler
- Joe Walker
- Cotton Warburton
- Paul Weatherwax
- Billy Weber
- Elmo Williams
- John Wright